# Spirembolus tortuosus
Spirembolus tortuosus är en spindelart som först beskrevs av Crosby 1925.  Spirembolus tortuosus ingår i släktet Spirembolus och familjen täckvävarspindlar. Inga underarter finns listade i Catalogue of Life.